# اس‌اس ارکادس (۱۹۳۷)
اس‌اس ارکادس (۱۹۳۷) (به انگلیسی: SS Orcades (1937)) یک زیردریایی بود که طول آن ۶۳۹٫۳ فوت (۱۹۴٫۹ متر) بود. این زیردریایی در سال ۱۹۳۷ ساخته شد.